# Уйвайское (сельское поселение)
Уйвайское — упразднённое муниципальное образование со статусом сельского поселения в Дебёсском районе Удмуртии Российской Федерации.
Административный центр — деревня Уйвай.
Законом Удмуртской Республики от 30.04.2021 № 40-РЗ к 23 мая 2021 года упразднено в связи с преобразованием муниципального района в муниципальный округ.

## История
Статус и границы сельского поселения установлены Законом Удмуртской Республики от 14 июля 2005 года № 45-РЗ «Об установлении границ муниципальных образований и наделении соответствующим статусом муниципальных образований на территории Дебёсского района Удмуртской Республики»

## Население
| 2010 | 2012 | 2013 | 2014 | 2015 | 2016 | 2017 |
| ---- | ---- | ---- | ---- | ---- | ---- | ---- |
| 436  | ↘431 | ↘424 | ↘397 | ↘369 | ↘356 | ↘339 |
| 2018 | 2019 | 2020 |      |      |      |      |
| ↘317 | ↘307 | ↘295 |      |      |      |      |

## Состав сельского поселения
| № | Населённый пункт | Тип                             | Население |
| - | ---------------- | ------------------------------- | --------- |
| 1 | Иваны            | деревня                         | ↘6        |
| 2 | Легомувыр        | деревня                         | ↘45       |
| 3 | Марково          | деревня                         | ↘14       |
| 4 | Старый Зяногурт  | деревня                         | ↗40       |
| 5 | Уйвай            | деревня, административный центр | ↘307      |
| 6 | Ягвай            | деревня                         | ↗19       |